# Goodenia durackiana
Goodenia durackiana är en tvåhjärtbladig växtart som beskrevs av R. Carolin. Goodenia durackiana ingår i släktet Goodenia och familjen Goodeniaceae. Inga underarter finns listade i Catalogue of Life.